# Tamias ruficaudus
Tamias ruficaudus är en däggdjursart som först beskrevs av Arthur H. Howell 1920.  Den ingår i släktet Tamias och familjen ekorrar.

## Taxonomi
Inga underarter finns listade i Catalogue of Life, medan Wilson & Reeder listar två underarter:
- T. ruficaudus ruficaudus
- T. ruficaudus simulans

## Beskrivning
Arten är en stor jordekorre med en kroppslängd mellan 22 och 24,5 cm, varav svansen utgör mellan 10 och 12 cm. Den genomsnittliga vikten varierar mellan knappt 54 respektive knappt 55 g för hane respektive hona just efter vintervilan, och 59 respektive 61,5 g just innan de går i ide. Honan är alltså något större än hanen. Huvudet har chokladbrun päls på pannan med tre bruna strimmor med vitaktigt mellanrum längs kinderna och svarta öron. Pälsen är rödaktig på skuldror och sidor, bleknande mot bakre delen av kroppen. Ryggen är gänska mörkt orangebrun, och bakpartiet grått. Undersidan är vitaktig, och fötterna ljusbruna med vitaktiga undersidor. Svansen är rödaktig på ovansidan, orange till tegelfärgad på undersidan. Längs ryggen går en svart mittstrimma från bakhuvudet till svansen, flankerad av två svarta till mörkröda strimmor på varje sida med vitaktiga till gråaktiga mellanrum.

## Ekologi
Arten lever främst i gläntor och skogsbryn i tät barrskog av träd som jättehemlock, jättetuja, douglasgran och engelmannsgran på höjder mellan och  720-2 400 m, gärna med riklig, buskartad undervegetation. Boet förläggs vanligen i håligheter på eller under markytan, men arten kan klättra, och den kan även inrätta sitt bo 6 till 18 m upp i träd.
Arten är inaktiv under vintern, vanligen mellan mitten av november till slutet av mars. Tiderna kan dock variera. Den har ingen egentlig vinterdvala, och det förekommer att den vaknar upp och äter av sitt samlade matförråd under vintervilan.

### Föda
Ekorren söker det mesta av sin föda på marken, även om den också kan leta efter mat i träden. Födan utgörs av frön, speciellt från barrträd, löv, blommor och troligtvis även svamp.

### Fortplantning
Arten blir könsmogen under sitt första levnadsår. Den leker en gång per år mellan sent i februari till tidigt i juli, med en koncentration på april till maj. Honan föder en kull med 3 till 6 ungar efter dräktighetsperiod av 28 till 36 dagar. 90 % av individerna blir inte mer än 5 år gamla, även om den högsta noterade levnadsåldern för en frilevande individ av denna art är 8 år, ett rekord för släktet.

## Utbredning
Utbredningsområdet omfattar Nordamerika och USA från sydvästra Alberta till sydöstra British Columbia i Kanada, och från västra Montana via norra Idaho till nordöstra Washington i USA.

## Status
IUCN kategoriserar arten globalt som livskraftig. Den är vanlig i större delen av sitt utbredningsområde, och inga hot har konstaterats.